# Yoan Gouffran
Yoan Gouffran (Villeneuve-Saint-Georges, 25 mei 1986) is een Franse profvoetballer die bij voorkeur als linksbuiten speelt. Hij  speelt sinds februari 2020 voor FC Ararat-Armenia.

## Clubcarrière
De familie van Gouffran is afkomstig van het Franse eiland Guadeloupe en verhuisden naar de Parijse regio waar Yoan werd geboren. Gouffran begon te voetballen bij Red Star Paris toen hij nog op de lagere school zat. Zijn voetbaltalent werd in 2001 ontdekt tijdens een jeugdtoernooi in Clairefontaine waar hij met een selectie van Île-de-France speelde. Meerdere clubs hadden interesse om de jonge speler op te nemen in hun jeugdopleiding. Gouffran besloot naar SM Caen te gaan. Bij zijn eerste profclub bewees Gouffran een levendige en atletische aanvaller te zijn waarbij hij uiteindelijk een plek in de selectie wist af te dwingen en debuteerde voor de hoofdmacht in het seizoen 2003/04. In het seizoen 2005/06 was Gouffran een vaste waarde voor Caen. In het daaropvolgende seizoen oogstte hij verschillende prijzen. Meerdere keren werd hij genomineerd als speler van de maand en eindigde het seizoen 2006/07 als topscorer van Caen en beste speler van de Ligue 2. Bovendien promoveerde bij met Caen naar de Ligue 1.
Gouffran had de aandacht op zich gericht en het grote Paris Saint-Germain had een aanbod gedaan om de jongeling weer naar Parijs terug te krijgen. Caen weigerde aanvankelijk Gouffran te laten vertrekken. Na vier maanden van onderhandelen kwamen Caen en PSG er toch financieel uit. Gouffran besloot echter zijn net gepromoveerde club te helpen met lijfsbehoud en bleef bij Caen. Het seizoen werd succesvol voor de club en Caen wist zich in de Ligue 1 te behouden. Gouffran had hier een grote bijdragen aan geleverd met tien doelpunten en zeven assists.
Aan het einde van het seizoen 2007/08 kwamen staken er geruchten op over een vertrek van de aanvaller van Caen. Dit keer waren het niet de Parijzenaars, maar Girondins de Bordeaux dat Gouffran wilde contracteren. SM Caen was weer niet happig om haar topscorer te laten vertrekken, maar de hoge transfersom gaf de doorslag. In juni 2008 tekende Gouffran een contract bij de Bordelais naar verluidt tegen een bedrag van rond de 6,5 miljoen euro.
Op 22 januari 2013 meldde Newcastle United de komst van aanvaller Gouffran en verdediger Mapou Yanga-Mbiwa. Newcastle wilde eerst Loïc Rémy aantrekken, maar die koos voor Queens Park Rangers. Vanaf de zomer van 2017 droeg hij het tenue van het Turkse Göztepe SK, dit deed hij 2 jaar, tot de zomer van 2019, toen zijn contract verliep. Vervolgens was Gouffran zonder club tot februari 2020, toen hij een contract tekende bij het Armeense FC Ararat-Armenia.

## Clubstatistieken
| seizoen                           | Club               | Competitie        | Duels | Goals |
| --------------------------------- | ------------------ | ----------------- | ----- | ----- |
| 2003/04                           | SM Caen            | Ligue 2           | 2     | 0     |
| 2004/05                           | SM Caen            | Ligue 2           | 10    | 0     |
| 2005/06                           | SM Caen            | Ligue 1           | 35    | 8     |
| 2006/07                           | SM Caen            | Ligue 2           | 38    | 15    |
| 2007/08                           | SM Caen            | Ligue 1           | 37    | 11    |
| 2008/09                           | Girondins Bordeaux | Ligue 1           | 46    | 4     |
| 2009/10                           | Girondins Bordeaux | Ligue 1           | 46    | 8     |
| 2010/11                           | Girondins Bordeaux | Ligue 1           | 25    | 2     |
| 2011/12                           | Girondins Bordeaux | Ligue 1           | 37    | 14    |
| 2012/13                           | Girondins Bordeaux | Ligue 1           | 27    | 12    |
| 2012/13                           | Newcastle United   | Premier League    | 15    | 3     |
| 2013/14                           | Newcastle United   | Premier League    | 39    | 7     |
| 2014/15                           | Newcastle United   | Premier League    | 33    | 2     |
| 2015/16                           | Newcastle United   | Premier League    | 9     | 0     |
| 2016/17                           | Newcastle United   | Championship      | 45    | 7     |
| 2017/18                           | Göztepe            | Süper Lig         | 31    | 1     |
| 2018/19                           | Göztepe            | Süper Lig         | 22    | 1     |
| 2019/20                           | FC Ararat-Armenia  | Bardzragujn chumb | 0     | 0     |
| Laatst bijgewerkt op 1 maart 2020 |                    |                   |       |       |

## Interlandcarrière
Gouffran behoorde in 2005 in de Franse onder 19-selectie voor het EK dat Frankrijk ook wist te winnen. In juni 2006 werd Gouffran voor het eerst geselecteerd voor het Frans voetbalelftal onder 21. Hij was al snel een vaste waarde in het team geworden en speelde met Frankrijk op meerdere jeugdtoernooien. Ook zat Gouffran in de selectie voor het EK –21 van 2006, waarop hij vier wedstrijden speelde en één keer scoorde. Frankrijk werd in de halve finale na verlenging uitgeschakeld door de latere kampioen Nederland –21.

## Erelijst
| Competitie                   |          |            |          |          |
| Competitie                   | Aantal   | Jaren      |          |          |
| Bordeaux                     | Bordeaux | Bordeaux   | Bordeaux | Bordeaux |
| ---------------------------- | -------- | ---------- | -------- | -------- |
| Kampioen Ligue 1             | 1x       | 2008/09    |          |          |
| Coupe de la Ligue            | 1x       | 2008/09    |          |          |
| Trophée des Champions        | 2x       | 2008, 2009 |          |          |
| Coupe de France              | 1x       | 2012/13    |          |          |
| Newcastle United             |          |            |          |          |
| Football League Championship | 1x       | 2016/17    |          |          |
| Frankrijk -19                |          |            |          |          |
| Europees kampioen -19        | 1x       | 2005       |          |          |

Individueel
- Beste speler Ligue 2: 2007
- Team van het jaar Ligue 2: 2007
- Topscorer SM Caen: 2007 en 2008
- Topscorer Girondins Bordeaux: 2012
- Verkozen tot UNFP speler van de maand: september 2006, januari 2007 en maart 2007